# Joub
Marc Le Grand, alias Joub, est un dessinateur, scénariste et coloriste de bande dessinée né à Colmar le 11 janvier 1967.

## Biographie
Résidant à Tinténiac, il travaille régulièrement avec Étienne Davodeau et Nicoby en tant que dessinateur ou scénariste. 
Après un séjour de 8 ans à Cayenne, il a réalisé cinq livres sur la Guyane : Le manuel de la jungle chez Dupuis, Les jeunes aventuriers T1 et T2 chez Plume verte avec Nicoby, Maisons de Guyane (recueil d'aquarelles) aux éditions Bois Canon et Maroni, les gens du fleuves (collectif) chez Futuropolis.
Par ailleurs, il fait partie du comité d'organisation de Quai des Bulles depuis 1997.

## Publications
- Max & Zoé, scénario d'Étienne Davodeau, collection Jeunesse, Delcourt, 5 tomes depuis 1999
- Geronimo, scénario d'Étienne Davodeau, Dupuis, 3 tomes depuis 2007
- Mes années bêtes et méchantes, avec Daniel Fuchs et Nicoby, Drugstore, 2010
- Dans l'atelier de Fournier, avec Nicoby, Dupuis, 2013.
- Le Signal de l’océan[1] avec Nicoby (dessin) et Pierre-Roland Saint-Dizier (scénario), Vents d'Ouest, 2018
- Les couloirs aériens[2], co-écrit avec Christophe Hermenier et Étienne Davodeau, Futuropolis, octobre 2019  (ISBN 978-2-7548-2553-5)
- Leconte fait son cinéma avec Nicoby, Dupuis, 2021
- Maroni, les gens du fleuves (collectif), Futuropolis, 2022